# Lugavčina
Lugavčina (en serbe cyrillique : Лугавчина) est une localité de Serbie située sur le territoire de la Ville de Smederevo, district de Podunavlje. Au recensement de 2011, elle comptait 3 042 habitants.
Lugavčina est officiellement classée parmi les villages de Serbie.

## Démographie

### Évolution historique de la population
| 1948  | 1953  | 1961  | 1971  | 1981  | 1991  | 2002  | 2011  |
| ----- | ----- | ----- | ----- | ----- | ----- | ----- | ----- |
| 3 976 | 4 124 | 4 380 | 4 342 | 4 374 | 4 213 | 3 384 | 3 042 |

|  |